# ブエノス・アイレスCRC
ブエノス・アイレス・クリケット&ラグビー・クルブ（西: Buenos Aires Cricket & Rugby Club、略称: BACRC）は、アルゼンチンのブエノスアイレス州サン・フェルナンドを拠点とするスポーツクラブ。ラグビーチームが特に有名である。トルネオ・デ・ラ・URBAに所属。

## 概要
1864年12月8日にブエノス・アイレス・クリケット・クルブ（BACC）として創設。1867年創設のCAロサリオと並び、アルゼンチンで最も歴史のあるスポーツクラブとして認知されている。非公認ながら1831年にブエノスアイレスのレコレータ地区でクリケットの試合をした記録も残されている。しかし1948年にクラブ施設で発生した火災により多くの文献が焼失していることから真相は不明である。
1868年には、最初のクラブチーム同士の試合として、ウルグアイのモンテビデオ・クリケット・クルブ（MVCC）とモンテビデオで対戦した。翌1869年にはブエノスアイレスで再戦し、ともにBACCが勝利した。1877年にはロサリオ・クリケット・クルブとの最初の試合を行った。
1948年、クラブ施設で火災が発生した。これにより、ブエノス・アイレス・クリケット・クルブ（BACC）とラグビーの強豪クラブであったブエノス・アイレス・フットボール・クルブ（BAFC）で共用していたクラブ施設や文献の多くが焼失した。1951年5月4日、両クラブは合併し、現在のブエノス・アイレス・クリケット&ラグビー・クルブ（BACRC）が誕生した。以降、活動の中心はラグビー競技となっている。
1952年以降、ブエノスアイレス州ドン・トルクアートを本部としていたが、1987年にインドゥ・クルブに敷地を売却し、現在のサン・フェルナンドに移転した。

## ラグビーチーム
ブエノス・アイレスCRCのラグビーチームの前身であるブエノス・アイレス・フットボール・クルブ（BAFC）は、1886年6月10日に創設された。同年6月29日には、ロサリオにてロサリオ・アトレティック・クルブと対戦した。この試合は、アルゼンチンにおける最初のクラブチーム同士によるラグビーの試合であると認知されている。
1899年、ローマスAC、ベルグラーノAC、CAロサリオなどと共に、現在のアルゼンチンラグビー協会（UAR）の前身となるリバープレートラグビー協会（River Plate Rugby Union）を設立した。同年に創設されたリバープレートラグビー協会選手権（トルネオ・デ・ラ・URBAの前身）には初年度から参加している。リーグ草創期における強豪クラブとして知られており、2シーズン目の1900年から5連覇を達成するなど、1915年までの17シーズンで8回の優勝を記録した。1910年代後半にCAサン・イシドロ（CASI）が台頭してくるまでは、リーグ創設メンバーでもあるブエノス・アイレスFC、ローマスAC、ベルグラーノAC、CAロサリオの4クラブでタイトルをほぼ独占している。
1951年5月4日、ブエノス・アイレス・クリケット・クルブ（BACC）との合併によりブエノス・アイレス・クリケット&ラグビー・クルブ（BACRC）のラグビーチームとなった。
1986年には、国内ラグビー100周年を祝して、CAロサリオ（当時はロサリオ・アトレティック・クルブ）との記念試合が行われた。
前身のブエノス・アイレス・フットボール・クルブ（BAFC）時代を含め、トルネオ・デ・ラ・URBAの優勝回数は歴代6位の10回。

## タイトル

### 国内タイトル
- トルネオ・デ・ラ・URBA
  - 優勝 10回（1900, 1901, 1902, 1903, 1904, 1908, 1909, 1915[注 4], 1958, 1959）

## ブエノス・アイレスFC
アルゼンチンのスポーツ史において、少なくとも3つのブエノス・アイレス・フットボール・クルブ（Buenos Aires Football Club）という名称のスポーツクラブの存在が記録されている。

### 初代ブエノス・アイレスFC（1867-1881頃）
南米最古のサッカークラブ（Buenos Aires Football Club）
1867年にサッカークラブとして創設。アルゼンチンのみならず、南米最古のサッカークラブとして認知されている。1867年6月20日、ブエノスアイレスのパレルモ地区にあったブエノス・アイレス・クリケット・クルブ（BACC）のグラウンド（Buenos Aires Cricket Club Ground）にて、アルゼンチンにおける初めてのサッカーの試合が実施された。試合はBACCの選手を2チームに分ける紅白戦形式のメンバー構成で行われた。
1874年、競技種目をサッカーからラグビーに転向した。同年5月14日、ブエノスアイレスのカバジート地区でアルゼンチンで初めてとなるラグビーの試合を行った。1881年にモンテビデオ・クリケット・クルブ（MVCC）などと親善試合を行ったのを最後に、活動の記録が残されていない。

### 2代目ブエノス・アイレスFC（1886-1951）
ブエノス・アイレスCRCのラグビーチームの前身（Buenos Aires Football Club）
1886年にラグビークラブとして創設。現在のアルゼンチンラグビー協会（UAR）の前身となるリバープレートラグビー協会（River Plate Rugby Union）の創設メンバーでもある。1915年までに5連覇を含む8回のリーグ優勝を記録した。1951年にブエノス・アイレス・クリケット・クルブ（BACC）と合併してブエノス・アイレスCRCのラグビーチームとなった。

### 3代目ブエノス・アイレスFC（1891）
アルゼンチンで初めて開催されたサッカーリーグに出場
1891年に開催されたアルゼンチン・アソシエーション・フットボールリーグに参加。アルゼンチンサッカー協会（AFA）は、このリーグを現在のプリメーラ・ディビシオンの前身であると認めていないものの、ヨーロッパ以外で開催された初めてのサッカーリーグである。他に活動の記録が残されていないことから、本大会に出場するためだけに結成されたサッカーチームであると考えられている。